# Objectif Blake !
 (août 2021).
Si vous disposez d'ouvrages ou d'articles de référence ou si vous connaissez des sites web de qualité traitant du thème abordé ici, merci de compléter l'article en donnant les références utiles à sa vérifiabilité et en les liant à la section « Notes et références ».
 (août 2018).
Objectif Blake! (Get Blake!) est une série télévisée d'animation française créée par Antoine Guilbaud et diffusée depuis le 2 mars 2015 sur Nickelodeon. Il se centre sur les aventures de Blake, futur ranger de l'espace, et Mitch son meilleur ami qui essaient d'échapper aux écureuils de l'espace, qui sont Jérôme, Maxus, Léonard et le Général. 
En France, la première série est diffusée depuis le 13 avril 2015 sur Nickelodeon et rediffusé sur Gulli et Canal J.

## Synopsis
Blake Myers est un jeune adolescent passionné de films fantastiques et de nouvelles technologies. Blake est dans le futur un ranger de l'espace, celui qui combattra les écureuils de l’espace (aussi appelés écureuils extraterrestres) et les réduira en esclavage. Pour empêcher cela, le lieutenant Léonard et ses seconds Maxus et Jérôme, trois écureuils sur-entraînés commandés par le Général, vont revenir à l'époque, et tenter par tous les moyens d’attraper Blake qui va les combattre aidé par son meilleur ami Mitch.

## Personnages
- Brad « Blake » Myers / Mr. Blasa : un jeune garçon de 13 ans, fan de sport extrême, mais c’est aussi un futur ranger de l’espace pourchassé par des écureuils de l'espace qui voyagent dans le temps. Égocentrique et prétentieux, il emploie souvent des méthodes douteuses pour vaincre Léonard, ce qui ne plaît pas du tout à ce dernier.
- Michel « Mitch » De La Crus / Mr. Whist : Mitch est le meilleur ami de Blake. C’est un vrai génie – mais il a parfois du mal à rester concentré. Il adore inventer des gadgets pour aider son meilleur ami à combattre les Écureuils de l'espace. Toutefois, Mitch semble être un peu jaloux du destin de Blake mais il fait tout pour ne pas le montrer. Si les Écureuils de l'espace veulent attraper Blake, ils devront d'abord affronter Mitch ! Son nom est "De la Crus".
- Léonard / Mr. Grey : Léonard est un Écureuil de l'espace qui n'a qu'un objectif : capturer Blake Myers. Léonard se voit en grand génie du mal, solitaire et ingénieux, il aurait sûrement déjà attrapé Blake depuis bien longtemps s'il n'était pas accompagné des deux pires coéquipiers qui soient : Maxus et Jérôme, les neveux idiots et empotés du Général. Léonard est déterminé à attraper Blake avant qu'il devienne Ranger de l'espace coûte que coûte ! Le Général le qualifie du maillon faible. Léonard se révèle être un expert en prestidigitation, chose qu'on apprend de lui peu à peu, et c'est ainsi qu'à la fin de la série, il n'accompagne pas le Général et ses neveux qui croyaient avoir emporté Blake.
- Maxus / Mr. Cake : Maxus est le grand-frère de Jérôme. De prime abord Maxus peut faire penser à un imbécile, mais si l’on gratte un peu la surface, on trouve un véritable génie de la technologie. Le général le qualifie du chef de l'équipe, bien que ce soit Léonard. Par ailleurs Maxus semble avoir déjà plusieurs fois revendiqué le titre de chef de Léonard.
- Jérôme / Mr. Hittite : Jérôme est tantôt jovial, tantôt blasé, insouciant, gourmand, étourdi, poli et serviable, il fait de son mieux pour ne froisser personne. Il tombe souvent amoureux d’objets inanimé (poupée, peluche, pion échecs, voir lampe de chevet ou poubelle). Il est souvent moqué à cause de sa trop grande gentillesse ou de son altitude un peu benêt.  Mais sous ses airs débonnaires, Jérôme est en fait très malin, c'est celui qui a le plus de connaissance sur les humains. C'est également le seul qui semble avoir un intérêt pour la faune et la flore terrienne, il rapporte souvent des plantes et des insectes dans son laboratoire pour les étudier et, éventuellement, les utiliser contre Blake en leur apportant des modifications génétiques. Le général le qualifie du cœur, en effet Jérôme est souvent le tampon entre Léonard et Maxus. Lorsqu'il fait de longs discours, sa voix change légèrement.
- John Vandus 1er : John est le général des écureuils. C'est l'oncle de Jérôme et Maxus. Bien que Léonard soit l'as de l'équipe, il trouve toujours ses neveux Maxus et Jérôme les meilleurs car Léonard ne fait pas partie de sa famille et lorsqu'ils trouvent un plan, il choisit ceux de ses neveux au lieu de l'ancienne méthode qu'adore Léonard : les tilles de joute. Quand Léonard se débrouille tout seul, ou qu'il fait quelque chose que, la plupart du temps, il devrait faire en équipe, le Général vient critiquer ce qu'il fait et il accuse toujours Léonard quand la mission échoue. Il se qualifie de la poigne de l'équipe.
- Skye Gunderson : Skye est la voisine de Blake. Elle est solide, compatissante, un peu garçon manqué et c’est une photographe en herbe.
- Wanda : C'est une belette, ranger de l'espace et l'ancienne petite amie de Léonard. À l'origine neutre, elle rejoint le combat contre les écureuils de l'espace après que Léonard a choisi de rejoindre l'armée des écureuils pour satisfaire ses ambitions, l'abandonnant à quelques jours de leur mariage. Beaucoup plus tard, elle rejoint Blake et combat Léonard parce qu'il a triché lors de la tradition du combat de la corde. Elle aime les talents de Blake. Souple et agile comme une belette, elle entraîne Blake pour l'aider à devenir un soldat efficace.
- Zorka : Voisin de Blake, d'origine russe. Il vient toujours l'aider quand celui-ci est dans le besoin. Son nom entier est Petrovich Nikita Léonid Zorka dit Petrov Zorka. C'est le seul personnage de la série qui évoque ses origines.
- Roy Cronk : C'est le détestable voisin de Blake et l'ami de Zorka, il prend un malin plaisir à critiquer son entourage. Il se balade généralement en fauteuil roulant qu'il nomme Miss Daisy mais il lui arrive de marcher.
- Dr. Bjorn Gunderson : Le père de Skye, d'origine suédoise, il est dentiste et il aime bien réparer les dents des autres et il déteste les bonbons et les sucreries. Cela ne l'empêche pas de distribuer des sucreries aux enfants dans le but de faire fonctionner son commerce.

## Épisodes et dates de sorties
| Saison | Saison | Épisodes | États-Unis      | États-Unis      | France          | France           |  |
| Saison | Saison | Épisodes | Début de saison | Fin de saison   | Début de saison | Fin de saison    |  |
| ------ | ------ | -------- | --------------- | --------------- | --------------- | ---------------- |  |
|        | 1      | 26 (52)  | 2 mars 2015     | 31 octobre 2015 | 13 avril 2015   | 20 novembre 2015 |  |

### Première saison (2015)
1. Objectif Mini ! / Objectif Cerveau ! (Get Shrunk / Get Inked)
2. Objectif Pizza ! / Objectif Préhistoire ! (Get pizza /Get Prehistoric)
3. Objectif Amnésique ! / Objectif Star ! (Get Amnesia / Get Fishin)
4. Objectif Papy ! / Objectif Fixé ! (Get Old / Get Frozen)
5. Objectif Pub ! / Objectif Canin ! (Get Commercial / Get Dogged)
6. Objectif Zombies ! / Objectif Papaye ! (Get Zombies / Get Well)
7. Objectif Skye !  Partie 1/Objectif Skye ! Partie 2 (Get Skye)
8. Objectif Dodo ! / Objectif Sabotage ! (Get Sleep / Get Boots)
9. Objectif Invisible ! / Objectif Poilu ! (Get Invisible / Get Hairy)
10. Objectif Élection ! / Objectif Quenottes ! (Get Elected / Get Toothy)
11. Objectif Écureuil ! / Objectif Alien ! (Get Squirrels / Get Terrestrial)
12. Objectif Bobo ! / Objectif Écolo ! (Get Hurtin / Get Peaceful)
13. Objectif Fantôme ! / Objectif Surprise ! (Get Spooked / Get Surprised)"
14. Objectif Arrosage ! / Objectif Robots ! (Get Wet / Get Sentient)
15. Objectif Voisins ! / Objectif Puni ! (Get Snatched / Get Grounded)
16. Objectif Clones ! / Objectif Guet-Apens ! (Get Blakes / Get Trapped)'
17. Objectif Rêve ! / Objectif Crypté ! (Get Dreamin / Get Réception)
18. Objectif Amnistie ! / Objectif Chrono ! (Get Surrendered / Get Late)
19. Objectif Transfo ! / Objectif Doudou ! (Get Morphed / Get Tough)
20. Objectif Glu ! / Objectif Gâteau ! (Get Stuck/ Get Baking)
21. Objectif Météo ! / Objectif Fouine ! (Get Weather / Get Weasel)
22. Objectif Maman ! / Objectif Trésor ! (Get Mother / Get Treasure)
23. Objectif Astéroïde ! / Objectif Passé ! (Get Cratered / Get Non-existent)
24. Objectif Turbo ! / Objectif Pirate ! (Get Racing / Get Piratical)
25. Objectif Western ! / Objectif Moyen Âge ! (Get Western / Get Médiéval)
26. Objectif Atteint !  Partie 1/ Objectif Atteint ! Partie 2(Got Blake)

## Distribution

### Voix originales
- Julien Crampon : Blake
- Emmanuel Garijo : Mitch et Jérôme
- Jérémy Prévost : Léonard
- Martial Le Minoux : Maxus / Mr le Fouine / Oscar le vendeur de fruits / Mamie Maxi/voix additionnelles
- Philippe Catoire : John Vandus 1er(le général)
- Gérard Surugue : Roy Cronk
- Audrey Sablé : Skye / Wanda
- Emmanuel Curtil : Zorka, Narrateur De Voix (Épisode 4)/Objectif Préhistoire !
- Alexandra Garijo : Darla Myers, la mère de Blake / la mère de Léonard
- Mark Lesser : Dale Myers, le père de Blake
- Jérôme Pauwels : Dr. Bjorn Gunderson
- Fily Keita : Carmen De La Crus, la mère de Mitch / voix additionnelles

### Voix anglaises
- Robbie Daymond : Blake
- Spike Spencer : Mitch
- Kevin Glikmann : Léonard / Le Général
- Danny Katiana : Jerome
- John T. Fisher : Maxus
- Faruq Tauheed : Roy Cronk
- Tarah Consoli : Darla Myers
- Derek Dressler : Dale Myers
- Katie Leigh : Skye Gunderson